# Graanmalerij De Eendracht
Graanmalerij De Eendracht (volledige naam: De Coöperatieve Aankoopvereniging en Graanmalerij De Eendracht) is een voormalige aankoopvereniging en graanmalerij vlak bij het Friese dorpje Birdaard. Het bedrijf was in handen van een aantal boeren in de omgeving.
In 1915 werd de graanmalerij opgericht, omdat na de oprichting van zuivelfabriek Concordia in 1898, de behoefte aan beter en meer veevoer een sterke groei doormaakte. 
Omdat het dorp zelf geen graan verbouwde, vervoerde de fabriek graan richting het dorp, waar het verwerkt werd tot veevoer. Alles werd aangevoerd met binnenschepen. Met een kettingconstructie kon het graan gelost worden.